# Estación de Cantereria
Cantereria es una estación de la línea 2 de Metrovalencia. Se encuentra entre las estaciones de Benimàmet y Empalme, en la zona cercana a Feria Valencia y el Palacio de Congresos.
El 30 de julio de 2008, dos años después del accidente de metro del 2006, un convoy descarriló cerca de la estación a una velocidad de 20 km/h, afortunadamente sin daños personales.